# Relógio de ponto

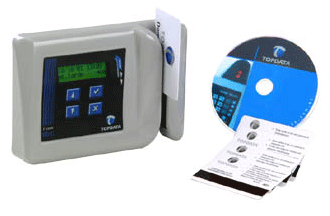
Leitor de cartões de ponto

Relógio de Ponto é um dispositivo usado para controlar as horas trabalhadas de um empregado em uma empresa. A versão mais antiga e tradicional de um relógio de ponto é um equipamento que funciona da seguinte forma: o equipamento possui uma abertura, geralmente em sua parte superior onde é inserido um cartão de cartolina, chamado "cartão de ponto" no qual é impressa a data e a hora.
Com essa operação sendo realizada por cada funcionário na entrada e na saída do seu turno de trabalho, o departamento de Recursos Humanos pode controlar o número de horas trabalhadas a cada dia.

## História e evolução do relógio de ponto
A invenção do relógio de ponto foi precedida pela criação do Código Civil Napoleônico que obrigava os trabalhadores a portarem um cartão de identificação na busca de um emprego e a entrega-lo para o patrão caso o consiga, a fim de tornar impossível de mudar de emprego sem a permissão de um empregador e restringir o movimento, exigindo trabalhadores para obter uma seqüência impossível de vistos para mover legalmente.
A partir dos anos 1990 o relógio de ponto tradicional foi sendo lentamente substituído por coletores de dados onde o empregado passa um cartão magnético ou com código de barras para ser identificado. O coletor armazena o número do cartão, a data e a hora em que o cartão foi lido. Essas informações são então transmitidas para um microcomputador onde um software apropriado pode gerar diversos relatórios.
Com a popularização dos microcomponentes, propagação da tecnologia importada e a miniaturização dos componentes, o relógio de ponto passou por uma nova revolução e os coletores de dados passaram a utilizar a biometria de impressão digital para identificar os usuários. Com isso, práticas como a falsificação de ponto são melhor controladas.
Outra grande novidade é a simplicidade do serviço, onde um usuário não necessita mais trazer ou portar seu próprio cartão. O entrave principal é ainda criado com dificuldades físicas no reconhecimento da digital, seja inerente à pessoa ou derivada do tipo de atividade laboral. Daí a necessidade de se fabricar relógios híbridos que aliam cartão de proximidade ou código de barras à biometria. 
Nos equipamentos biométricos, a digital do trabalhador é cadastrada pela empresa e no coletor eletrônico. O registro se dá quando, por comparação da imagem cadastrada, a digital apresentada no momento do registro de ponto é verificada.

## Relógio de ponto no Brasil
Em 2009, o governo brasileiro publicou uma nova regulamentação para o uso do relógio de ponto eletrônico: a Portaria Nº 1.510, de 21 de agosto de 2009, do Ministério do Trabalho. A Portaria 1510 instituiu um novo modelo, chamado de Registrador Eletrônico de Ponto - REP, transformando assim o Relógio de Ponto em um equipamento fiscal.
O propósito inicial do Ministério do Trabalho era de que em um ano após a publicação, todos os relógios de ponto eletrônicos e em uso nas empresas (estimado em 7 milhões de produtos) fossem substituídos pelos empregadores pelos REP.
Pela regra, relógios de ponto se transformaram em equipamentos fiscais, dotados de "memória permanente" que não poderia apagar os dados por 5 anos; porta fiscal para acesso direto aos dados contidos na memória permanente; impressão instantânea de comprovante com via única ao funcionário; com a exigência de guarda do equipamento por 5 anos após uso, para fiscalização; de só servir a uma empresa em toda a vida útil do aparelho; proibida a locação de equipamentos de ponto eletrônico; e impossibilitada a modernização tecnológica futura.
A medida gerou polêmica pelo alto custo dos equipamentos, por criar obrigações não previstas em lei, por exigir certificações sem Normas Técnicas previamente estabelecidas e consequentemente gerar insegurança jurídica tanto para o mercado de fabricação quanto às empresas usuárias destes produtos.

## Legislação atual do Relógio de ponto no Brasil
Em 2009, a Portaria 1510 fez com que empregadores e fabricantes de ponto se adaptassem a uma série de exigências para uso do controle de jornada eletrônico. 
Dois anos depois, o Ministério do Trabalho lançou a Portaria 373, que tratava sobre os sistemas alternativos de controle de ponto. Depois disso, com o decreto Nº 10.854, derivou-se uma nova portaria, que não é exclusiva de ponto, mas altera diversas regras sobre o assunto, que é a Portaria 671/21.
Assim, a Portaria 671 foi criada a fim de abranger de forma mais completa a chegada da tecnologia com as novas formas de registro de ponto, extinguindo as antigas portarias 1510 e 373.
Dessa forma, a portaria 671 trouxe mais clareza a respeito de diversas questões. Dentre essas mudanças, estão: 
- Extinção de arquivos como AFDT (Arquivo Fonte de Dados Tratados) e ACJEF (Arquivo de Controle de Jornada para Efeitos Fiscais) e criou um novo padrão fiscal;
- Espelho de ponto com mais detalhes;
- Oficialização dos modelos REP-A, REP-C e REP-P.

## Tipos de relógios de ponto da Portaria 671
A portaria 671 oficializou de três tipos de Registrador Eletrônico de Ponto (REP), sendo eles:
- * REP-C: Registrador eletrônico de ponto convencional;
- * REP-A: Conjunto de equipamentos e programas de computador que tem sua utilização destinada ao registro da jornada de trabalho;
- * REP-P: Sistema de registro eletrônico de ponto via programa, que inclui os coletores de marcações, o armazenamento de registro de ponto e o programa de tratamento de ponto.